# Edi Gathegi
Edi Mue Gathegi (n. 10 martie 1979, Nairobi, Kenya) este un actor american. 

## Viața și cariera
Edi Gathegi a crescut în Albany, California. A urmat Universitatea din California, unde a fost un jucător de baschet de succes. După o accidentare la genunchi, a trebuit să-și încheie cariera de atletism și și-a descoperit dragostea pentru actorie. După ce a participat la „Tisch School of the Arts” din New York, și-a început cariera de actorie în teatru. A jucat, printre altele, în piesele Othello, A Midsummer Night's Dream și Cyrano de Bergerac. 
Gathegi a avut primul său rol în fața camerei de filmat în 2006 ca Cabbie haitiană în Crank. În 2007 a apărut în rol de invitat în serialul de televiziune Veronica Mars și a jucat rolul lui Bodie în Sentința cu moartea. În același an, el a fost văzut ca Cheese în Gone Baby Gone. 
El a câștigat faima printr-un rol recurent ca Dr. Jeffrey Cole în serialul TV Dr. House and as Vampire Laurent in Twilight - Bite at Dawn (2008) și New Moon - Bite at Noon (2009). În același an a jucat Deputy Martin în filmul de groază My Bloody Valentine 3D, 2011, rolul lui Darwin a urmat în X-Men de film X-Men: First Class. Din 2015 până în 2016 a avut rolul recurent al lui Matias Solomon în serialul american The Blacklist, pe care ulterior l-a întruchipat în spin-off-ul The Blacklist: Redemption.

## Viață privată
Gathegi este căstorit din 2018 cu dansatoarea de origine română, Adriana Marinescu. Adriana Marinescu a avut o relație de patru ani cu cântărețul român Speak.

## Filmografie (selecție)
Filme
- 2006: Crank
- 2007: Death Sentence
- 2007: The Fifth Patient
- 2007: Gone Baby Gone (Gone Baby Gone)
- 2008: Twiling
- 2009: This is Not a Movie
- 2009: My Bloody Valentine 3D
- 2009: Luna Nouă (New Moon)
- 2010: Page 36
- 2011: Trilogia Atlasului - Cine este John Galt? (Atlas Shrugged: Partea I)
- 2011: X-Men: Prima decizie (X-Men: First Class)
- 2015: Bleeding Heart
- 2015: Aloha - Șansa norocului (Aloha)
- 2020: The Last Thing He Wanted

Serie
- 2007: Lincoln Heights (3 episoade)
- 2007: Veronica Mars (episodul 3x18)
- 2007: Dr. House ( Casa, 7 episoade)
- 2008: CSI: Miami (episodul 6x18)
- 2008: Life on Mars (episodul 1x05)
- 2008: CSI: Vegas ( CSI: Investigația Scenei Crimei, episodul 9x05)
- 2011: Nikita (episodul 1x19)
- 2013: Beauty and the Beast (3 episoade)
- 2014: Justifed (4 episoade)
- 2014: Wild Card - O noapte în Las Vegas ( Wild Card, episodul 1x01)
- 2015: Proof (10 episoade)
- 2015: Into the Badlands (2 episoade)
- 2015–2016: The Blacklist (13 episoade)
- din 2016: StartUp
- 2017: The Blacklist: Redemption (8 episoade)